# Hungry Heart: Wild Striker
Hungry Heart: Wild Striker (ハングリーハート WILD STRIKER Hangurī Hāto Wild Striker?) es un manga y una serie de anime japonesa, creada por Yōichi Takahashi. La serie manga se publicó por Akita Shoten's Weekly Shōnen Champion. La serie fue producida por Nippon Animation y Animax, y retransmitida en Japón entre el 11 de septiembre de 2002 y el 10 de septiembre de 2003, produciendo un total de 52 episodios.
Animax emitió posteriormente la serie en antena, incluyendo sus cadenas de habla inglesa en Asia y el Sureste Asiático, y en otras televisiones de su propiedad, incluyendo Hong Kong, Taiwán, Latinoamérica y otras numerosas regiones. El anime también ha sido emitido, traducido y doblado al inglés, español, portugués e italiano entre otros idiomas.
La marca deportiva alemana Puma era el patrocinador comercial para la serie desde el capítulo 14, con varias vestimentas que contenían el logotipo de la citada marca.
El creador de la serie es Yōichi Takahashi conocido también por ser el creador de Captain Tsubasa (Supercampeones) otro famoso anime de fútbol.

## Historia
Hungry Heart: Wild Striker cuenta la historia de Kyōsuke Kanō, un estudiante quinceañero de instituto, que al principio de la serie acababa de ser trasladado a la Secundaria Jyoyō Akanegaoka. El hermano mayor de Kyōsuke es el ilustre y extremadamente famoso jugador del A.C. Milan, Seisuke Kanō, que fue quien le enseñó a amar el juego del fútbol y a quien él ha admirado desde pequeño. Desde que Seisuke jugaba en la Selección Juvenil de Japón, todo el mundo comenzó a comparar a Kyōsuke con su hermano y a criticarle a él por sus diferentes estilos de juego. Viviendo a la sombra de su hermano, el amor de Kyōsuke por el fútbol comenzó a evaporarse y disminuir, y finalmente le llevó a perder la mayor parte de su pasión por él.
Tras su traslado a Jyoyō y su encuentro fortuito con Miki Tsujiwaki, una entusiasta chica con una gran pasión por el fútbol y quien le vuelve a despertar su interés por el juego con su determinación, el profundo amor y pasión de Kyōsuke por el fútbol vuelven a su máximo esplendor y pronto se une al equipo de Jyoyō, haciendo muchos amigos, como Sakai Jefferson Koji, un talentoso portero, y Rodrigo, un apasionado estudiante de intercambio Brasileño. Kyōsuke, junto con sus amigos en Jyoyō, se animan con el cuidado y ayuda de Miki, y su determinación y pasión por el fútbol les ayuda a descubrir una inmensa y determinante pasión por el juego.

## Personajes
Kanō Kyōsuke (叶恭介?)
- Con voz de: Kousuke Toriumi

Es el personaje principal de la serie, y tiene como característica su cabello de color naranja, por lo que es común que lo llamen "cabeza de zanahoria" además de su mal temperamento, Kyōsuke comienza a jugar fútbol cuando era niño incentivado por su hermano mayor Seisuke, quien es un gran futbolista. Sin embargo Kyosuke empezó a perder interés por el fútbol al ir creciendo debido a que siempre era comparado con su hermano en todos los aspectos posibles, llegando al punto de dejar de jugar y estudiar para dedicarse a peleas callejeras, pero esto empieza a cambiar cuando conoce a Miki, jugadora y capitana del equipo de fútbol femenino. Al comienzo obligado por Miki a ser el entrenador del equipo femenino de Jyoyo; en ese intervalo de tiempo que se relaciona de nuevo con el fútbol, se da cuenta de que aún le apasiona, y otra vez obligado por Miki ingresa al equipo masculino de la secundaria, curiosamente otros dos jugadores son recibidos en el equipo, el brasileño Rodrigo y el portero Sakai, siendo vistos como un trío de novatos problemáticos, pero en el inicio él no se lleva nada bien ni con ellos ni con el equipo entero, sin embargo al avanzar la historia cambia todo esto. Kyosuke se convierte en uno de los jugadores más importante del equipo gracias a los entrenamientos y de la experiencia que va recibiendo con cada partido, además de un talento natural escondido que tiene y que solamente en ciertos momentos logra sacar, como cuando al patear el balón, este se llena de un aura naranja y dejando impresionado a todo aquel que se logre dar cuenta, también luego de que se gradúan el capitán y subcapitán adoptó la costumbre de decir frases como "el espíritu de Akanegaoka" o "la defensa del sargento barbilla".
La relación con sus padres no es la mejor, por lo menos con su padre, de hecho es una relación muy fría aunque más avanzada la historia se ve cómo intenta cambiar un poco esto, la relación con su hermano también no es muy buena tanto por el hecho de que su hermano juega en el A.C. Milan como el hecho de que se convirtió en su sombra, aunque su hermano en realidad lo aprecia mucho. La base de todos estos problemas familiares en realidad es el hecho de que él es adoptado (sus padres murieron en un accidente y ellos eran los mejores amigos de Kano), él se entera mas no se lo había dicho a nadie, pero quien se entera primero es Miki, con quien poco a poco comienza a sentirse atraído por ella y además es en quien llega a tener más confianza (muchos se van dando cuenta de la situación que hay entre ellos). Al final del anime se vuelve jugador del AFC Ajax.
Tsujiwaki Miki (辻脇美紀?)
- Con voz de: Natsuki Katou

Es un personaje principal, tiene mucha determinación, jugadora y capitana del club de fútbol femenino, le encanta y es muy dedicada al fútbol, tanto que fue ella quien se encargó de reclutar a las chicas para la formación del club y también de buscar a un entrenador, siendo el primero Kyōsuke aunque a través del chantaje, ya que ella vio como causó todo un caos al patear un balón y amenazó con acusarlo a la policía. Es una de las personas que se da cuenta del potencial escondido que tiene al comienzo, ella es quien más tiende a preocuparse por él, de hecho es ella quien le da mucho apoyo y ayuda a kyosuke cuando él lo necesita. Poco a poco ella va enamorándose de él (incluso casi llegan a besarse aunque fueron interrumpidos) por lo tanto llega a ser la más cercana a Kyosuke.
Es muy amigable, y tiene buena relación con todas las chicas del equipo aunque se resalta un poco más su amistad con Karin Fujizawa. Además curiosamente se lleva bien con la madre de Kyosuke. Ella es la causante de que Kyosuke decida unirse al AFC Ajax
Rodrigo (ロドリゴ Rodorigo?)
- Con voz de: Katashi Ishizuka

Un estudiante de intercambio de Brasil, inicia en el equipo junto a Kyosuke y al comienzo aunque se veía que tenía talento, era muy egoísta y su forma de ser también era problemática aunque no tanto como la de Kyousuke, aunque claro al ir avanzando la trama se da cuenta de que jugar en equipo es mucho mejor, por lo tanto se especializa en ser el creador de jugadas aunque dependiendo de la situación también se le podía ver como delantero o centro, por lo que se vuelve en un muy importante jugador. Desde el comienzo tiene un gran anhelo de convertirse en futbolista profesional para poder ayudar a su familia, ya que en Brasil, al ser un país donde el fútbol es muy popular y por lo tanto practicado por muchos tienen menos posibilidades de lograrlo, de hecho estudia en el instituto Akanegaoka gracias a una beca, la cual depende de su participación en el equipo de fútbol y por esa razón era su comportamiento, para poder llamar la atención de los caza-talento y poder seguir estudiando, cosa que una vez logra ajustarse en el equipo deja de preocuparle (aunque sigue siendo su sueño ser profesional).
Rodrigo se lleva bien con todos en el equipo, aunque claro mejor se lleva con Kyosuke y Sakai debido a que pasó entrenando más tiempo a escondidas con ellos, de hecho practicó tanto con ellos que logró conocer a la perfección las direcciones en que iba el balón al chocar con la portería de acuerdo a cómo pateara Kyosuke. Al parecer su conocimiento tanto de las costumbres como de la lengua japonesa son muy básicos, ya que en más de una ocasión estaba confundido con lo que sucedía, incluso en un partido donde estaban perdiendo al caer en las provocaciones del oponente, él fue el único que no tuvo problemas ya que no entendía para nada las burlas hacia él (el lenguaje era algo diferente por ser de otra región). Al final se despide de Kyosuke tanto por las buenas como por las malas, lo más seguro es que se haya vuelto el capitán del equipo.
Sakai Jefferson Kōji (境ジェファーソン公司 Sakai Jefāson Kōji?), (Portero)
- Con voz de: Masaya Takatsuka

Es el portero titular del Equipo de Fútbol de Jyoyo Akanegaoka, es hijo de un diplomático japonés y una sueca, de ahí su color de piel, cabello y ojos. Debido al trabajo de su padre, su familia debía mudarse mucho a diferentes países. Conocido por encantar a todas las chicas del colegio, es un excelente portero de gran agilidad, aunque al principio de la serie tiende a desconcentrarse al encajar un gol. Se inició en el equipo junto a Kyosuke.
Cuando era muy pequeño su madre falleció de una enfermedad, así que, para huir de la tristeza, la única salida que tenía era la de tener amigos. Pero siendo un extranjero le era muy difícil, así que decidió unirse a un equipo de fútbol; al ser este el deporte universal por excelencia nadie lo vería como un extraño, sino como uno más del equipo. Decidió convertirse en portero porque en Europa esa es la posición más respetada y admirada. Aun cuando considera que el nivel del fútbol de las escuelas japonesas es muy bajo, se integra al equipo de fútbol de la Escuela Akanegaoka, convirtiéndose en un imán para las chicas debido a su gran atractivo físico; esto lo hace tener una personalidad orgullosa que lo lleva a creerse mejor que lo demás, pero en el fondo es muy sensible y un gran compañero. Se siente muy atraído por la Dra. Kaori, ya que no se parece en nada a las chicas de su escuela, es una mujer mucho mayor que él y, por supuesto, muy hermosa.
Kamata Gohzo (釜田豪三?), (Defensa)
- Con voz de: Kenji Nomura[1]

Es el subcapitán del equipo, se encarga de la línea de defensa y tanto por su cuerpo como por sus habilidades es un excelente defensa, al comienzo de la serie, es él quien se encarga de canalizar a Kyosuke mientras estaba en la defensa, enseñándole los movimientos y estrategias de un defensa a través de los partidos. También de un modo u otro es quien logra controlar ese temperamento explosivo que lo desfavorecía. Aunque se molestaba mucho con Kyosuke por diversas cosas, le tiene mucho aprecio. Después de graduarse, le cede su puesto de subcapitán a Hiroshi y siguió dedicándose al fútbol aunque a la vez tiene que trabajar. Es conocido como Sargento Barbilla
Sako Toshiya (佐古俊也?), (Mediocampista)
Es el Capitán del equipo de Jyoyo, es un personaje muy relajado y siempre con una estrategia en mente, de hecho al ver las habilidades que tenían Rodrigo y Kyosuke, empezó a usarlos más en sus planes; al graduarse le da su puesto de capitán a Esaka porque el notó que él siempre apoyaba al equipo de cualquier forma y en cualquier situación, algo que para él era importante. Es un gran líder ya que hace que todos confíen en él y por lo tanto obtiene un buen ambiente en el equipo, además de dar buenos consejos. Estudia en una universidad donde aún se dedica al fútbol aunque claro aún no como titular.
Ichikawa Hiroshi (一河ヒロシ?), (Mediocampista)
- Con voz de: Hiroyuki Yoshino

Conocido por su actitud testaruda. En el primer año tiene problemas con Rodrigo por su actitud individualista, ya que piensa que el trabajo en equipo es la clave para la victoria. En el segundo año es elegido como subcapitán y tiene que tratar con Yūya y su grupo.
Esaka Masashi (江坂マサシ?), (Mediocampista)
Es llamado Ōsaka por Kyōsuke. Él es la parte cómica de la serie por su look. En el segundo año es elegido por Sako como el nuevo capitán.
Kiba Yūya (木場優也?), (Delantero)
- Con voz de: Kenichi Suzumura

Es un personaje únicamente del anime. Llamado cabeza de nido por Kyōsuke. Es el rival de Kyōsuke en su segundo año para la posición de delantero. También se enamora de Miki y lucha con Kyōsuke para ganarse su corazón.
Shinkawa Masahiko (新川マサヒコ?), (Mediocampista)
Personaje únicamente del anime. El más rápido del equipo. Amigo de Yūya. El y Muroi se unen al equipo para ayudar a Yūya a llegar a jugar en la J-League, como una forma de darle las gracias por sacarles de la calle.
Muroi Kazuya (室井和也?), (Defensa)
Personaje del anime. Reemplaza a Kamata en su segundo año como defensa. Conocido por su similitud a un indio Mohawk. Como Shinkawa, comenzó a jugar a fútbol para ayudar a Yūya a alcanzar la J-League.
Murakami Kazuo (村上監督?)
- Con voz de: Takashi Matsuyama

Entrenador del equipo masculino de Jyōyo. Fue un poderoso delantero de la selección nacional de Japón.
Mori Kazuto (森一人?)
- Con voz de: Akari Hibino

Gerente del equipo de Jyōyo. Solía jugar a fútbol en categorías inferiores, pero debido a una lesión no pudo jugar nunca más.
Karin Fujizawa (カリン?)
Hermana Mayor de Kenta. En el verano se vuelve Gerente con Mori para el equipo de Fútbol de Jyōyo.
Kenta Fujizawa (健太?)
Hermano Menor de Karin. Se vuelve fan #1 de Kyosuke. Amante del fútbol desde siempre.
Ōmori Fukuko (大森福子?)
- Con voz de: Yoshiko Iseki

Cocinera de los dormitorios de Jyōyo.
Dōmoto Kaori (堂本香織?)
- Con voz de: Kae Araki

Nutricionista y Consejera Física de Jyōyo. Tiene algunos sentimientos por Seisuke, quien le pide a ella que cuide de su hermano en su ausencia.
Kanō Seisuke (叶成介?)
- Con voz de: Takehito Koyasu

Hermano de Kyōsuke. Cuando era joven, llevó a sus equipos juvenil e infantil a ganar los campeonatos nacionales, y estuvo en el Top 3 de categoría juvenil. Un jugador de renombre mundial antes de los 17, también tuvo un contrato en la J-League antes de los 21, y luego se convirtió en la estrella y capitán del AC Milan. También era un excelente estudiante.
Furuki
Capitán del Ryosei. Utiliza el ID (Important Data o Datos importantes) para enfrentarse a sus rivales.
Rie Furuki
Es la Hermana del Capitán De Ryosei (Furuki). Es también amiga de Kyosuke.
Makoto Iguchi
Portero estrella de Kokuryōu. También juega en el equipo juvenil de Japón.
Yuujirou Kamiyama
Delantero estrella de Kokuryōu. Rival de Kyōsuke como el mejor delantero de la región. Miembro del equipo nacional juvenil.
Fujimori Minoru (藤森稔?) and Fujimori Kaoru (藤森薫?), (Mediocampistas)
Son conocidos como los Hermanos Fujimori de Kokuryōu. Son miembros del equipo nacional juvenil de Japón.
Yuki Kagami (加賀美勇樹?), (Mediocampista)
- Con voz de: Kenichi Suzumura

Conocido como Seisuke Kanō Jr. Capitán de Tenryū. Es el rival de Kyosuke como mejor jugador juvenil en el instituto de Japón.
Gon Nakayama (中山雅史?)
- Con voz de: Masashi Nakayama

Como el Entrenador Murakami, fue jugador de la selección nacional de Japón. Fue el primer hombre en marcar un gol en una Copa Mundial para la selección de Japón, además de ser la primera vez que jugaba el torneo.
Narumi Keisuke
Padre biológico de Kyosuke y delantero como él. Tenía un récord de 17 goles en el Distrito, que años después es roto por su hijo Kyosuke marcando 18. Perdió la vida en un accidente de tráfico antes de ser llamado por la selección nacional de Japón.
Narumi Mitsuko
Madre biológica de Kyosuke. Perdió la vida en el accidente de tráfico junto con su marido.
Entrenador Numakawa
Primer entrenador de Tenryu High y Japón Sub-22.
Toda y Ueno
Ambos son defensas del equipo de Jyoyō. Kamata "Sargento Barbilla" les enseña algunas técnicas defensivas en su primer año. Sakai también les dice qué hacer en algunos partidos de entrenamiento.
Kikumoto
Arquero suplente de Jyōyo Akanegaoka, antes era el titular pero cuando llegó Sakai este le quitó el puesto, tiene una participación importante en la final de los regionales contra yamanomori donde este se lesiona chocando con un jugador de yamanomori, y a causa de eso le meten un gol y es reemplazado por Sakai que llegó justo a tiempo de resolver un problema con su padre.

### Doblaje en español
Existen 2 Doblajes:
El realizado en Venezuela para el canal Animax cuenta con los siguientes actores y actrices de doblaje en el reparto :
- Kyosuke Kano: Ángel Balam (actor de doblaje) (Shiki en Tsukihime)
- Rodrigo: Héctor Indriago (Ban Mido en Getbackers)
- Sakai: José Manuel Vieira (Alucard en Hellsing, Edward Elric en Fullmetal Alchemist)
- Seisuke Kano: Luis Carreño (Bob esponja, Akabane Kurodo en Getbackers)
- Kasuto Mori: Ezequiel Serrano (Danny Phantom, Robin y BB en TeenTitans, Jon en Club7)
- Murakami: Juan Guzmán (actor de doblaje) (también es Kyosuke)
- Kaori Doumoto: Mercedes Prato
- Karin: Ursula Cobucci (Starfire en Teens Titans)
- Ichikawa: Renzo Jiménez (Ray en Bayblade, Calamardo en Bob Esponja)
- Kamata: Manuel Bastos (Incógnito en Hellsing)
- Kenta: Jhaidy Barboza Rina Inverse en Slayers)
- Ríe Furuki: Yensi Rivero (Rena en Hack-Legend, Hana en Club7, Victoria Seres en Helshing, Sakura en Getbackers)
- Kana: Maite Guedes
- Padre de Kamata: Luis Pérez Póns
- Madre de Kyosuke: María Teresa Hernández
- Un amigo de Kyosuke: Johnny Torres (Tyson en Beyblade)
- Miki: Yasmil López
- Amigo 2: Antonio Delli
- Comentador #1: Luis Carreño (también es Seisuke)
- Comentador #2: Carmelo Fernández

Y otro siendo un redoblaje hecho en México por "The Dubbing House" para su distribución a los canales locales de Latinoamérica, que cuenta con los siguientes actores y actrices de doblaje en el reparto:
- Kyosuke Kano: Victor Ugarte.
- Rodrigo: Arturo Castañeda.
- Sakai: Miguel Ángel Ruiz.
- Miki Tsujiwaki: Angelica Villa.
- Seisuke Kano: Emmanuela Bernal.
- Kasuto Mori: Arturo Cataño.
- Murakami: Daniel del Roble.
- Kaori Doumoto: Romina Marroquín Payró.
- Kamata: Enrique Horiuchi.
- Kenta: Betzabe Jara.
- Ríe Furuki: Cynthia Chong.
- Entrenadora Moritaka Romina Marroquín Payró.
- Sako Toshiya Ricardo Bautista.
- Esaka Masashi Carlos Íñigo.
- Narrador y Cronista Regional Mario Castañeda.

## Transmisión por TV
| País           | Canal                                             |
| -------------- | ------------------------------------------------- |
| Japón          | TV Tokyo                                          |
| Italia         | Italia Teen Television, Italia 1, Cartoon Network |
| Alemania       | Super RTL, RTL II                                 |
| Filipinas      | Animax, GMA Network                               |
| Estados Unidos | Univision                                         |
| Corea del Sur  | KBS 1TV, KBS 2TV                                  |
| India          | Nickelodeon India, MTV                            |
| China          | CCTV 2, 2E                                        |
| Australia      | KidsCo, Cartoon Network, Network Ten              |
| España         | Cartoon Network                                   |
| Venezuela      | Venevision, Televen                               |
| Finlandia      | Yle TV1, MTV3, Disney XD, Disney Channel          |
| Indonesia      | Spacetoon                                         |
| Reino Unido    | KIX                                               |
| Colombia       | Caracol TV                                        |
| Chile          | Etc...TV                                          |
| Argentina      | Animax                                            |
| Panamá         | RPC                                               |
| Ecuador        | RTU                                               |

Para la transmisión en Ecuador, la serie se emite bajo el título de Campeón de Campeones, siendo el primer país de Latinoamérica por el nuevo título del animé.
Para la transmisión en El Salvador se retitula El Supertirador.

## Equipos
- Secundaria Jyōyo Akanegaoka(Jyōyo Colina Naranja) - Equipo donde esta Kyosuke Kano. Miembros: Sakai Jeferson Kouji, Kikumoto, Toda, Ueno, Kamata (graduado), Doi, Muroi, Ichikawa, Shinkawa, Esaka, Sako (graduado), Tanaka, Rodrigo, Kano Kyosuke, Kiba Yuya, Sasao, Shimizu (graduado), Oomura (graduado) Conocido por su juego equipo y el cual es movido por el espíritu de Orange Hill.

- Universidad Ryōsei - Conocidos por su estilo de fútbol característico, basado en datos recopilados por su capitán, Furuki.

- Yamanomori High School - Un instituto en las montañas conocido por su trabajo en equipo.

- Kokuryō high school - Los campeones regionales y rivales del instituto Tenryū. Miembros: Kamiyama, Iguchi, Hermanos Fujimori.

- Tenryū High School - Los campeones nacionales. Antiguo instituto Seisuke Kanō. Miembros: Seisuke Kanō (graduado), Kagami.

- Selección Sub-22 de Japón - Elegido por el entrenador Numakawa para representar a Japón en las preliminares de Ámsterdam. Miembros: Kano Kyosuke, Kagami, Kamiyama, Iguchi, gemelos Fujimori.

- Secundaria Jyoyo Asahigaoka - Instituto hermano del Instituto Jyōyo Akanegaoka.

## Equipo de producción
- Productor Ejecutivo: Kōichi Motohashi
- Planning: Shōji Satō, Masao Takiyama, Yōko Matsuzaki
- Productor Mánager: Shigeo Endō
- Director: Satoshi Saga
- Compositor de Serie: Yoshiyuki Suga
- Diseño de personajes: Ken'ichi Imaizumi
- Director jefe de animación: Tetsurō Aoki, Masahiro Kase
- Artistas:: Kazue Itō
- Director de Arte: Ken'ichi Ishibashi
- Diseño de Color: Takashi Ōhira
- Música: Noboyuki Nakamura
- Director de sonido: Hideo Takahashi
- Productores: Katsunori Naruke, Shunichi Kosao
- Producción: Fuji Television, Animax Broadcast Japan, Nippon Animation